# Athina 90
Il Futsal Club Athina 90 è una squadra di calcio a 5 greca che milita nel campionato greco di calcio a 5.

## Storia
Si tratta della più titolata formazione greca che nel proprio palmarès conta 15 campionati nazionali e sette Coppe di Grecia. Inoltre, l'Athina 90 vinse la stagione regolare sia nel 2003-04 che nel 2004-05, ottenendo la qualificazione alla Coppa UEFA, ma non il titolo nazionale poiché non furono disputati i play-off. Nella Coppa UEFA 2009-10 l'Athina 90 centra la qualificazione al turno élite, impresa mai riuscita a una squadra greca.

## Rosa 2009-2010
| N. |                    | Ruolo | Calciatore             |
| -- | ------------------ | ----- | ---------------------- |
| 1  | Grecia (bandiera)  | G     | Dimitrios Theofilou    |
| 2  | Grecia (bandiera)  | G     | Ilias Bousmpouras      |
| 3  | Grecia (bandiera)  | G     | Panagiotis Paouris     |
| 4  | Albania (bandiera) | G     | Gentian Begaj          |
| 5  | Grecia (bandiera)  | G     | Sokratis Mourdoukoutas |
| 6  | Grecia (bandiera)  | G     | Ilias Diamantopoulos   |
| 7  | Grecia (bandiera)  | G     | Dimitrios Arvanitis    |

| N. |                   | Ruolo | Calciatore              |
| -- | ----------------- | ----- | ----------------------- |
| 8  | Grecia (bandiera) | G     | Panagiotis Artinos      |
| 9  | Grecia (bandiera) | G     | Stratis Papaefstratiou  |
| 10 | Grecia (bandiera) | G     | Oratios Iliadis         |
| 11 | Grecia (bandiera) | G     | Anastasios Ziakas       |
| 12 | Grecia (bandiera) | G     | Dimitrios Zervas        |
| 13 | Grecia (bandiera) | G     | Christos Theodoropoulos |
| 15 | Grecia (bandiera) | G     | Angelos Emmanouilidis   |

## Palmarès
- Campionato greco: 15

1997-1998, 1999-2000, 2001-2002, 2002-2003, 2005-2006, 2006-2007, 2007-2008, 2008-2009, 2009-2010, 2010-2011, 2011-2012, 2012-2013, 2013-2014, 2014-2015, 2015-2016
- Coppa di Grecia: 7

2001-2002, 2006-2007, 2009-2010, 2010-2011, 2011-2012, 2012-2013, 2016-2017